# Cyrestis thyodamas
Cyrestis thyodamas är en fjärilsart som beskrevs av Jean Baptiste Boisduval 1836. Cyrestis thyodamas ingår i släktet Cyrestis och familjen praktfjärilar. Inga underarter finns listade i Catalogue of Life.

## Bildgalleri

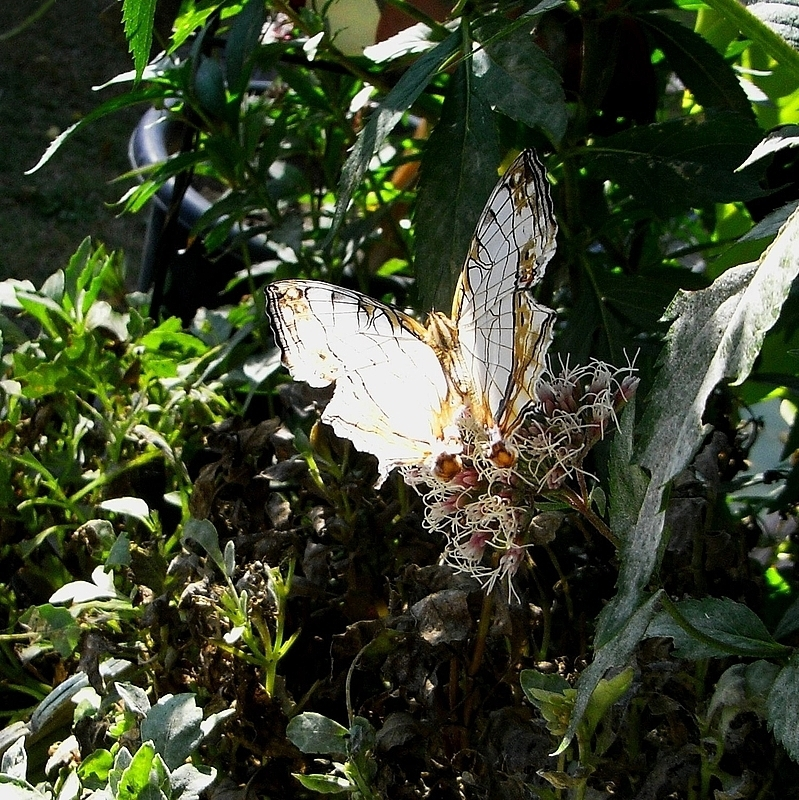
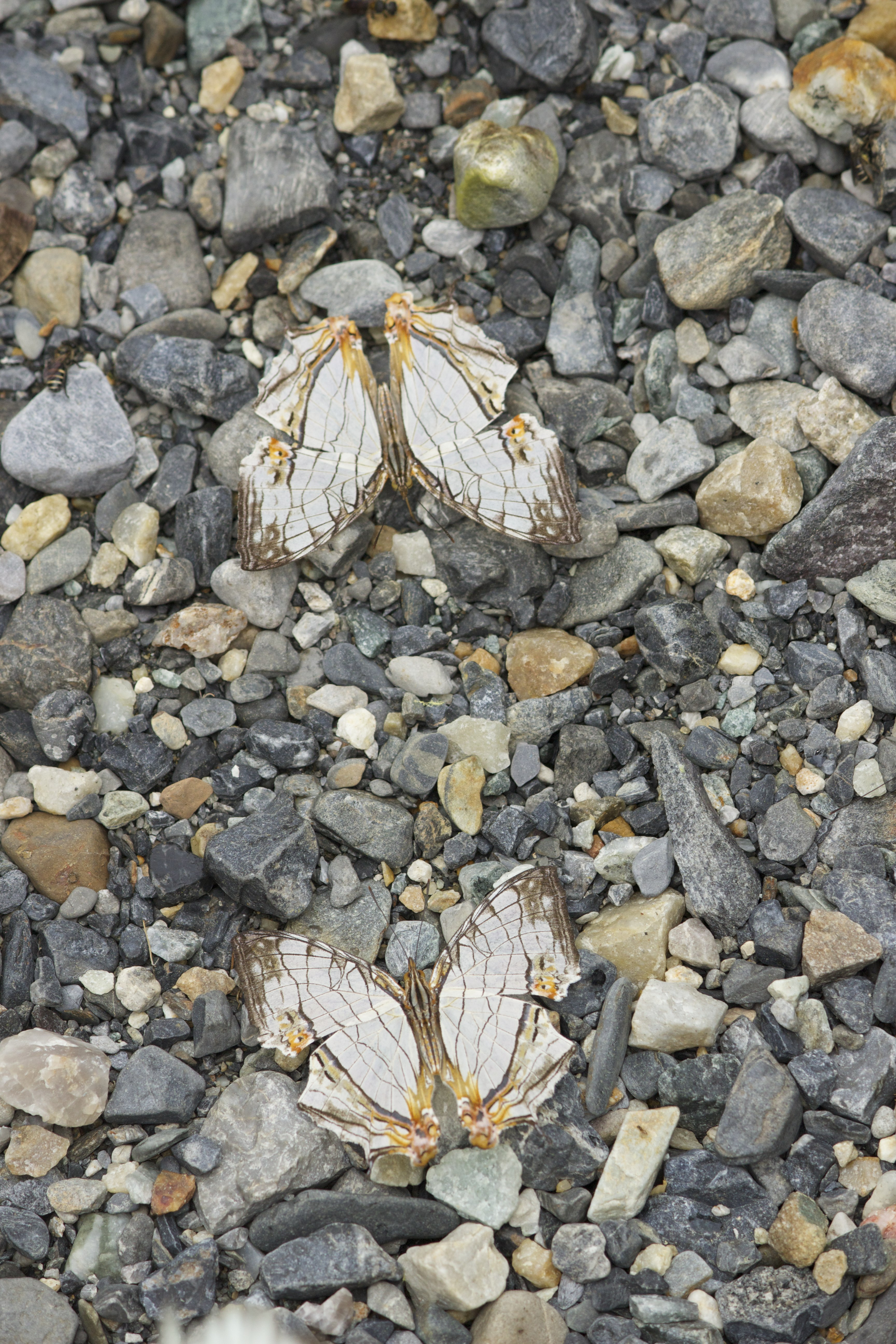